# 스파이에어 저스트 라이크 디스 2024
《스파이에어 저스트 라이크 디스 2024》(영어: SPYAIR Just Like This 2024)는 대한민국에서는 2025년 7월 18일에 개봉 예정이다.

## 등장인물
- 스파이에어

## 기타
- 수입:  에스엠지홀딩스